# ブレンビー・スタディオン
ブレンビー・スタディオン（Brøndby Stadion）は、デンマーク・ブレンビーにあるサッカー専用スタジアム。ブレンビーIFが管理・運用の下ホームスタジアムとして使用している。

## 概要
1966年7月に開場するが、当時はサッカー専用スタジアムではなく陸上トラックが併設された多目的スタジアムであった。1980年代以降、ブレンビーIFが1部リーグに定着し、UEFA主催の国際大会へ出場し始めると、当時の収容人数10,000人では手狭になったため、1991年12月に陸上トラックを撤去してサッカー専用スタジアムへと改修された。改修後の収容人数は16,000人。
1999年1月、ブレンビーIFはスタジアムの所有権を730万DKKでブレンビー自治体から買い取り、2000年10月に竣工した大規模な増改築工事を経て、UEFA主催の全ての国際大会を開催できるスタジアム規格として認定された。
スタジアム周辺一帯は様々なスポーツ施設が広がっており、陸上トラックやサッカーのトレーニングラウンド、屋外プール、卓球場、選手用の簡易宿泊施設がある。

## 開催された主なイベント

### サッカー
- 国際Aマッチ

| 日付           | ホームチーム | 結果 | アウェーチーム | 大会     |
| -------------- | ------------ | ---- | -------------- | -------- |
| 2006年9月1日   | デンマーク   | 4-2  | ポルトガル     | 親善試合 |
| 2008年11月19日 | デンマーク   | 0-1  | ウェールズ     | 親善試合 |
| 2009年8月12日  | デンマーク   | 1-2  | チリ           | 親善試合 |
| 2017年6月6日   | デンマーク   | 1-1  | ドイツ         | 親善試合 |
| 2018年3月22日  | デンマーク   | 1-0  | パナマ         | 親善試合 |
| 2018年6月9日   | デンマーク   | 2-0  | メキシコ       | 親善試合 |
| 2020年11月11日 | デンマーク   | 2-0  | スウェーデン   | 親善試合 |
| 2024年3月26日  | デンマーク   | 2-0  | フェロー諸島   | 親善試合 |

## ギャラリー

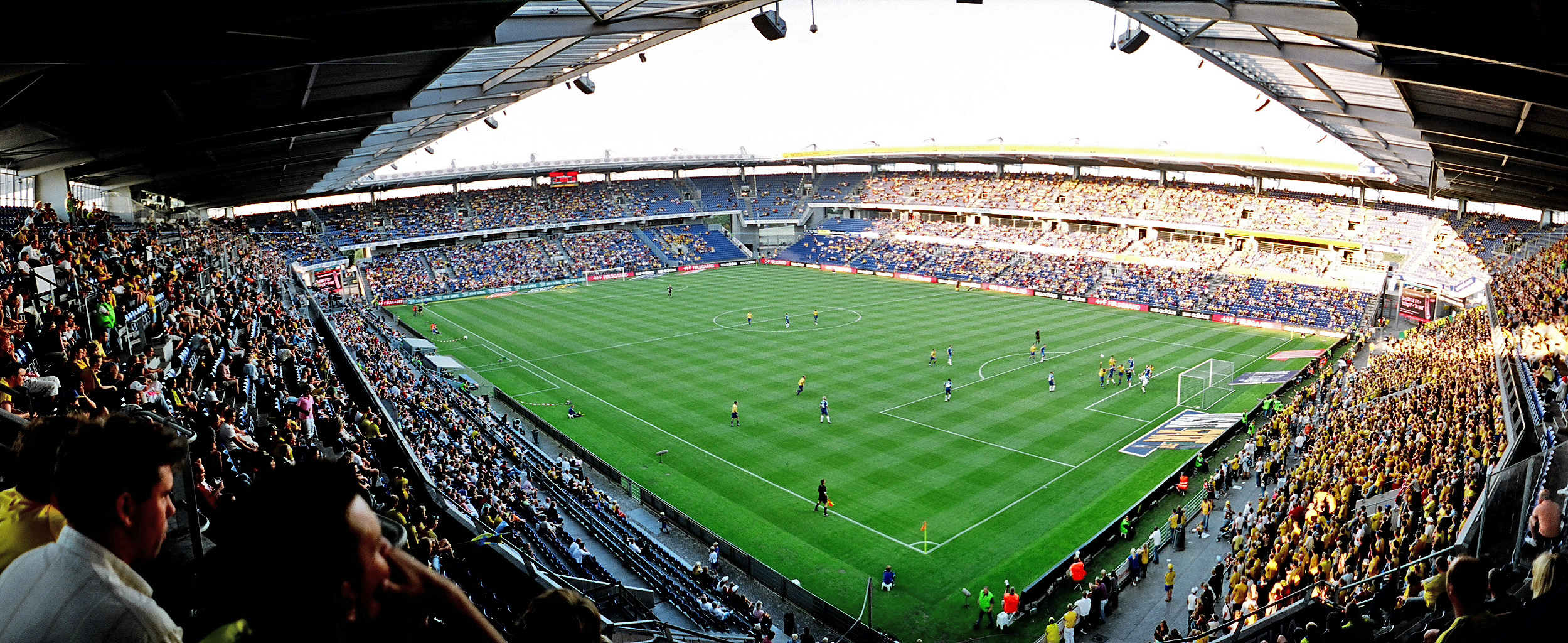

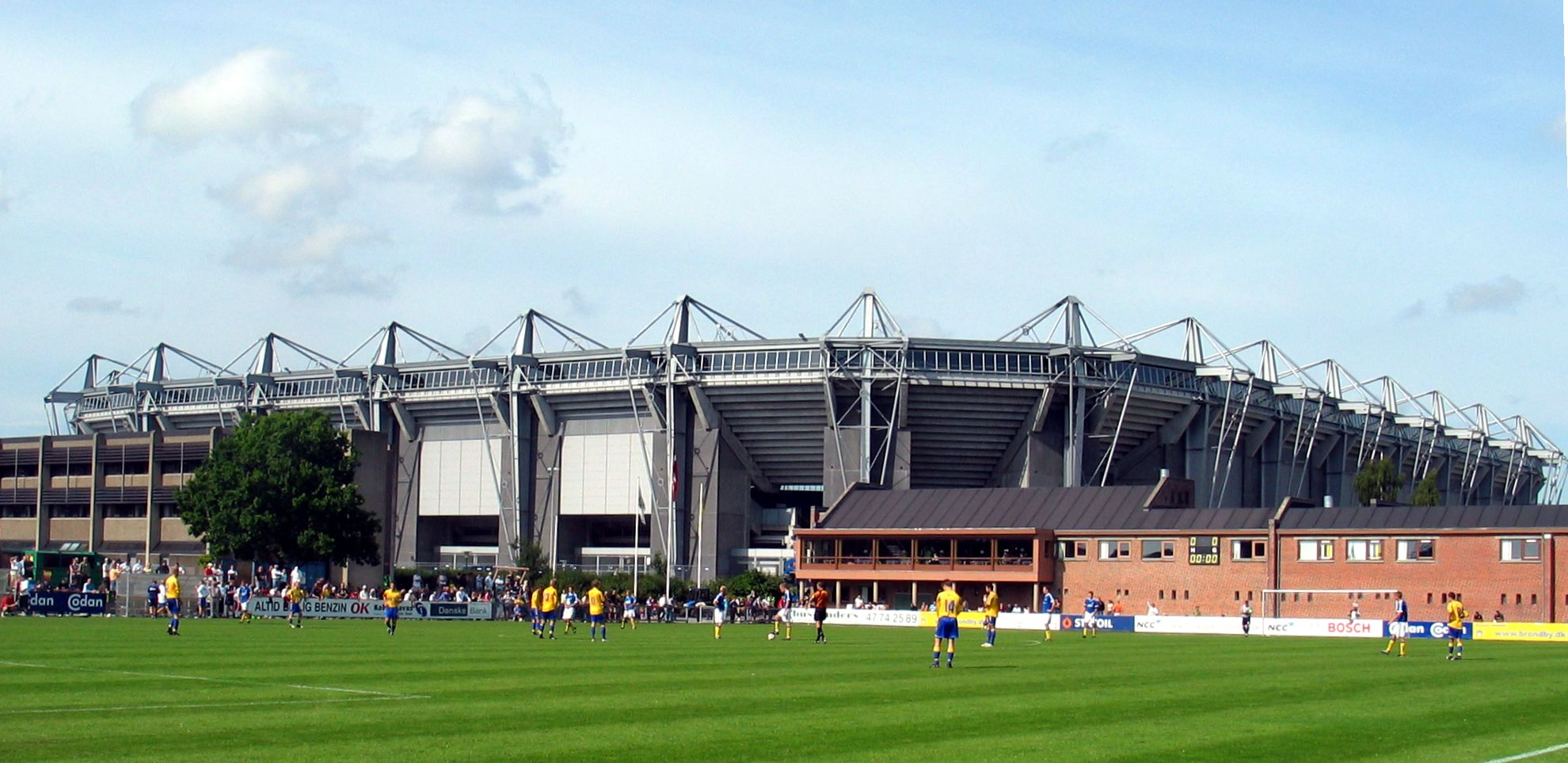
南側からの外観
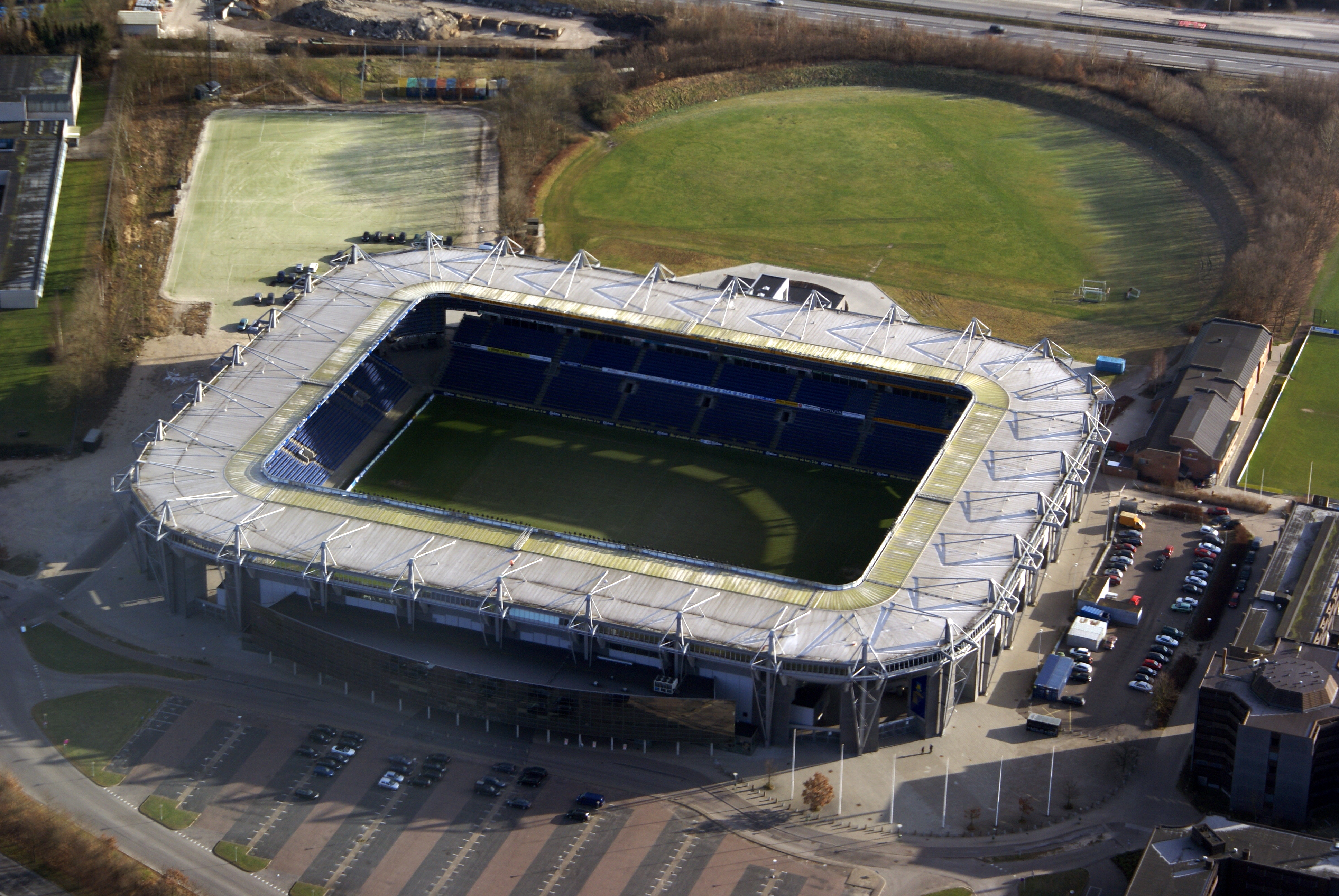
空撮
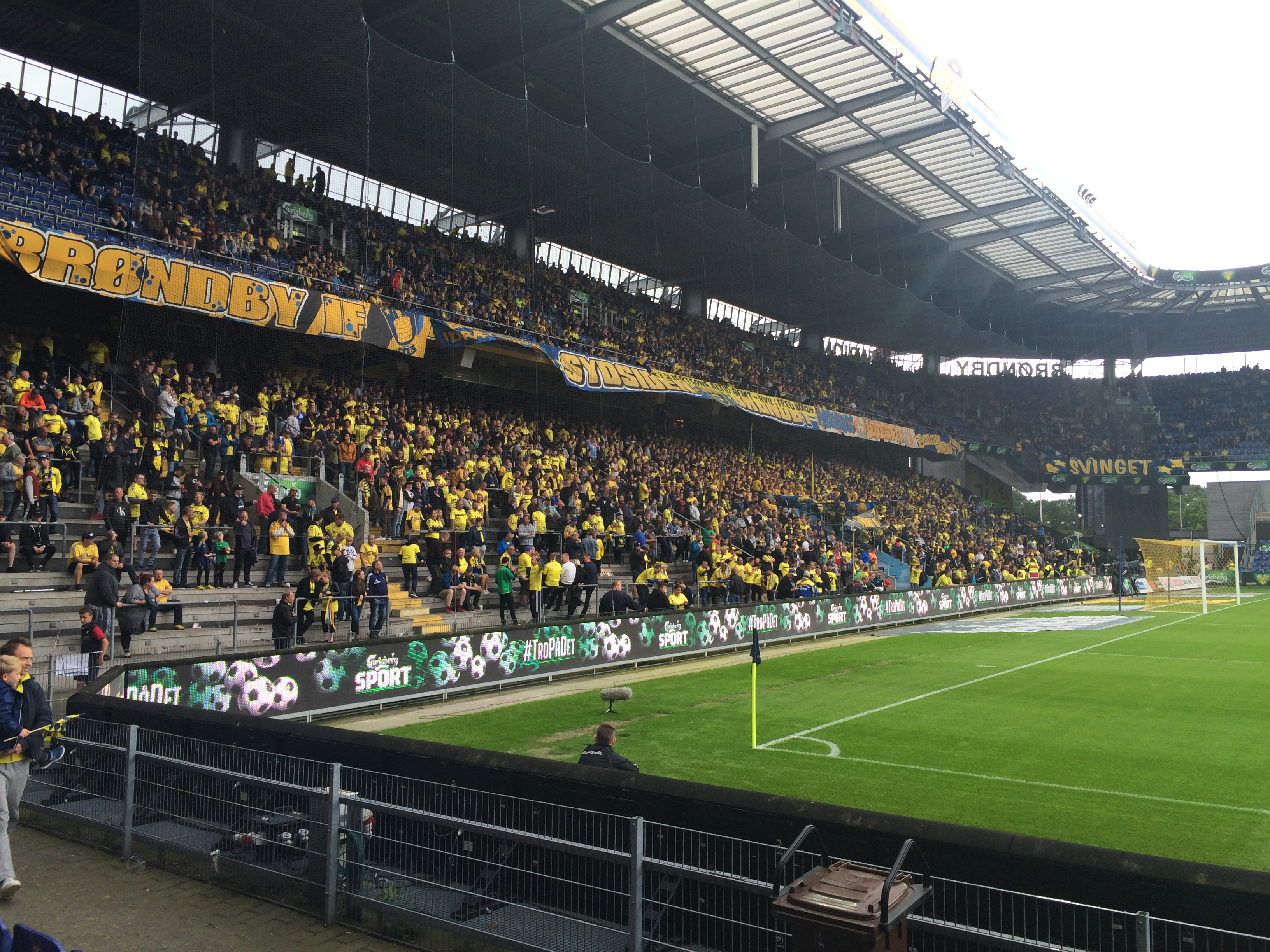
南スタンド
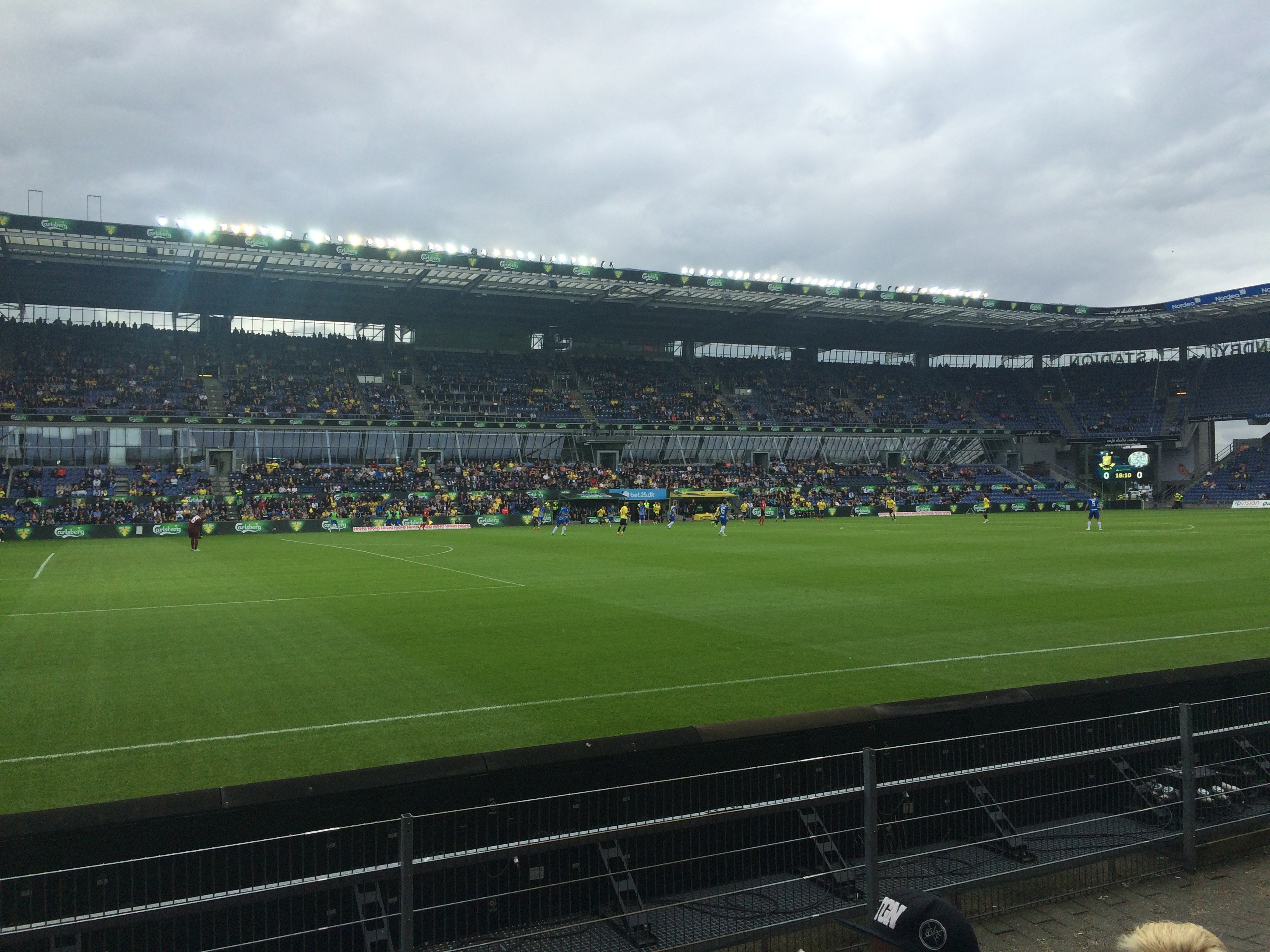
西スタンド
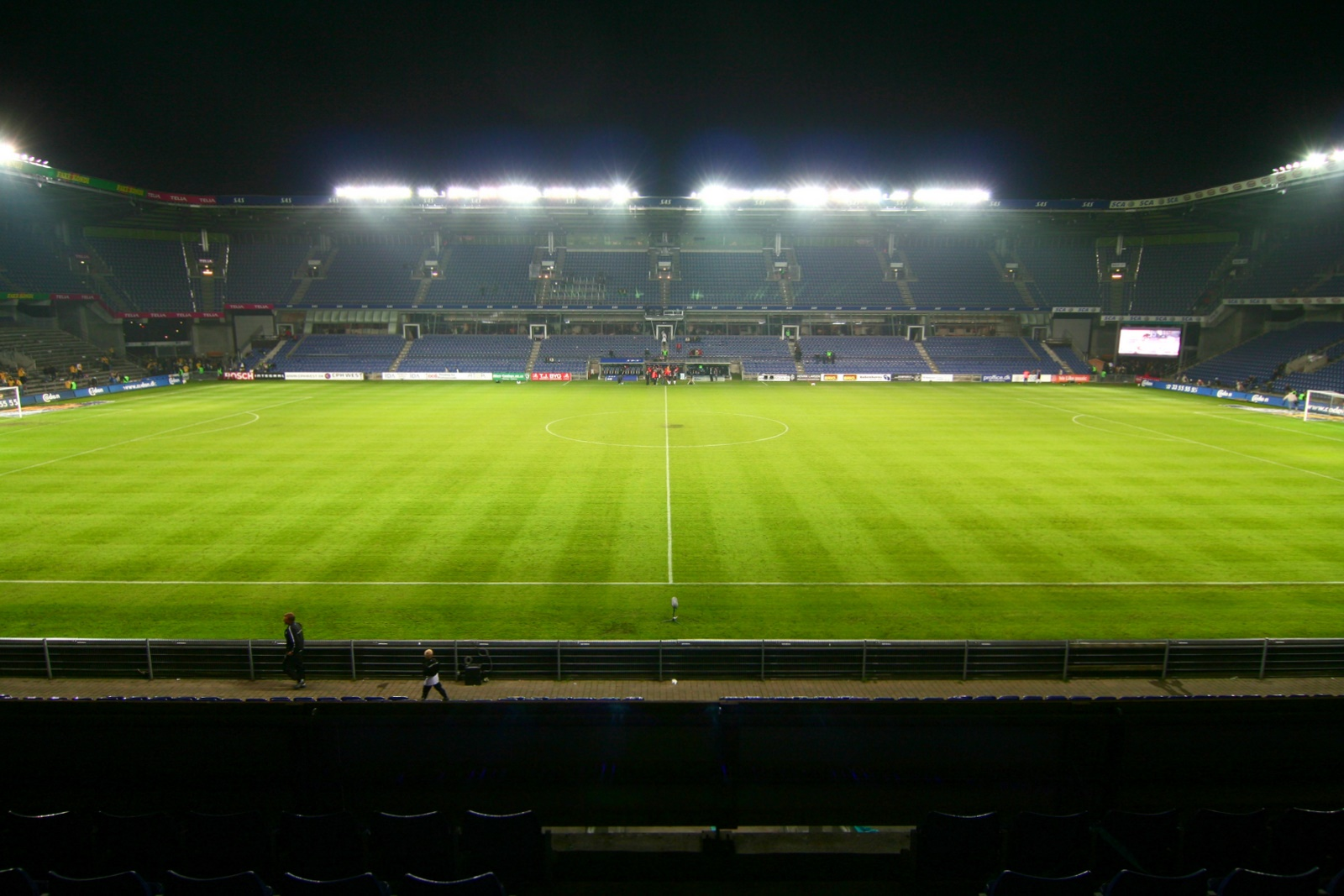
夜のスタジアム

## アクセス
- 鉄道
  - デンマーク国鉄 B線グロストルップ駅から車で6分[4]